# Rakowicze (powiat augustowski)
Rakowicze – wieś w Polsce położona w województwie podlaskim, w powiecie augustowskim, w gminie Lipsk.
Powstała w połowie XVI wieku. Pochodzenie nazwy wsi według jednej z wersji wywodzi się od ruskiego osadnika imieniem Rak. 
Wieś duchowna położona była w końcu XVIII wieku w powiecie grodzieńskim województwa trockiego. W latach 1975–1998 miejscowość należała administracyjnie do województwa suwalskiego.